# Sphinx gordius
Sphinx gordius är en fjärilsart som beskrevs av Pieter Cramer 1779. Sphinx gordius ingår i släktet Sphinx och familjen svärmare. Inga underarter finns listade i Catalogue of Life.

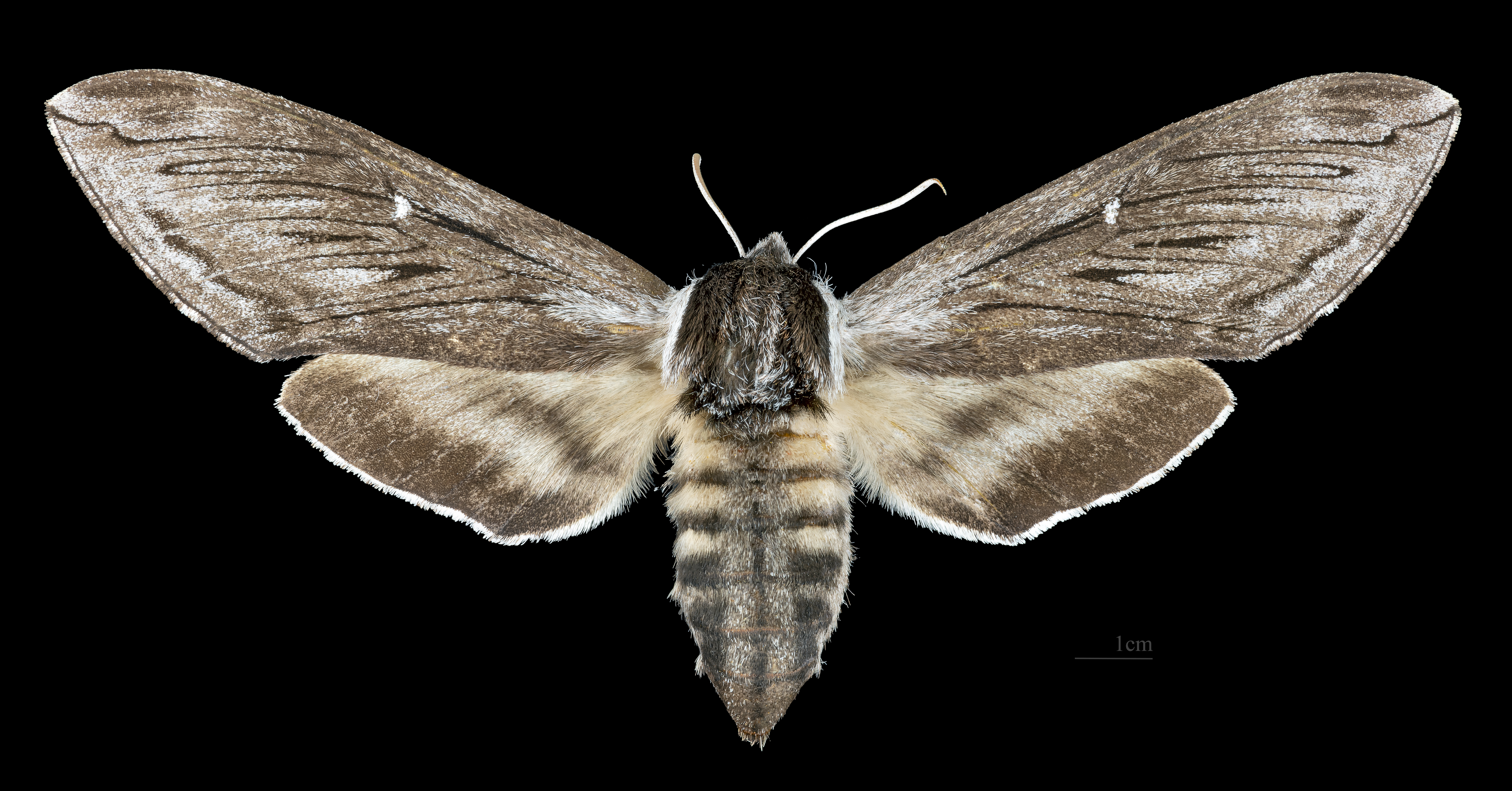
Sphinx gordius  ♀
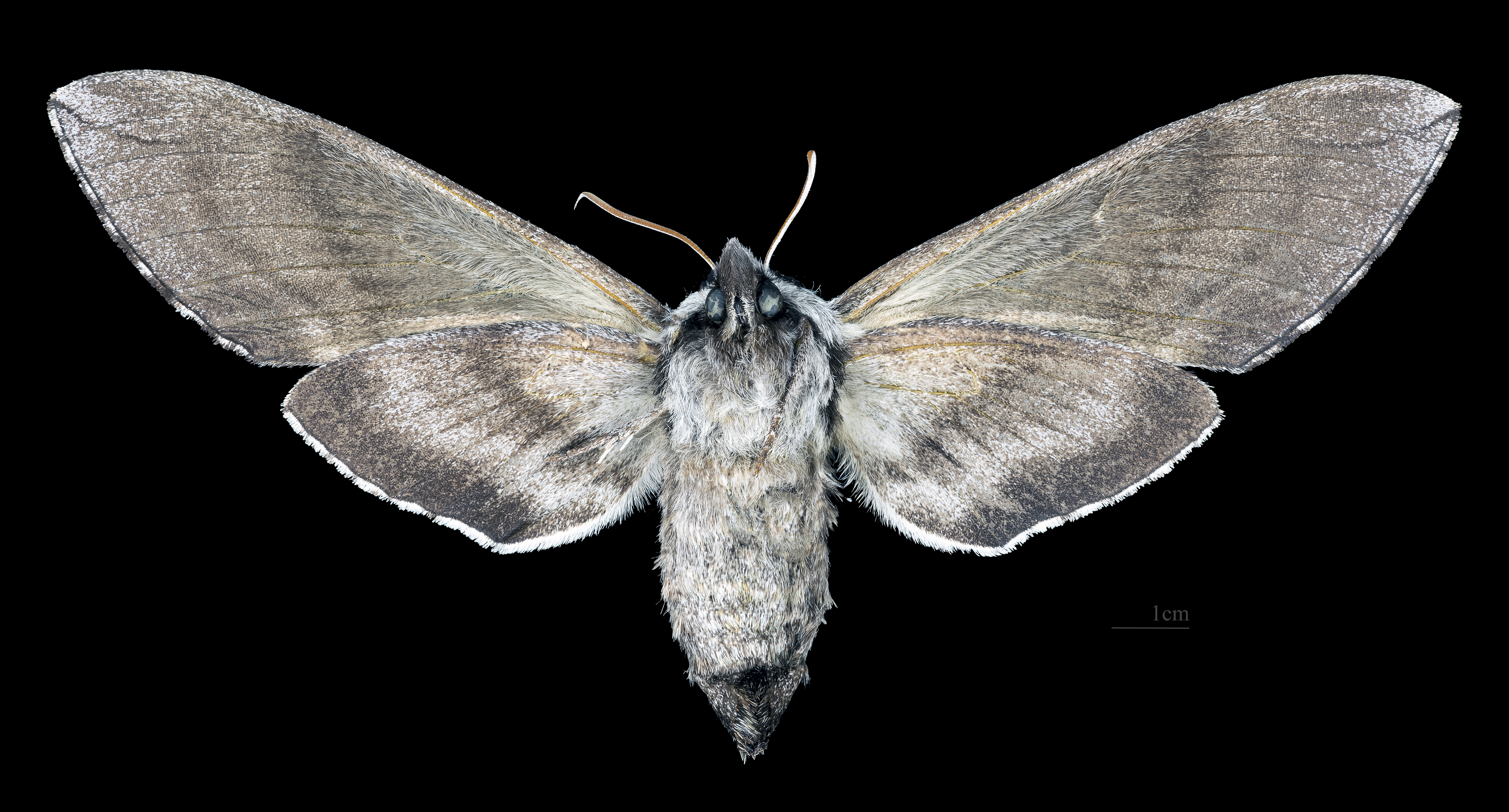
Sphinx gordius ♀ △